# MiTEx

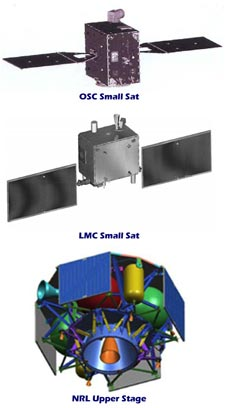
Die beiden MiTEx-Satelliten und die NRL-Oberstufe

MiTEx (Micro-Satellite Technology Experiment; deutsch Mikrosatellit-Technologieexperiment) ist eine Satellitenmission des US-amerikanischen Militärs, namentlich der Defense Advanced Research Projects Agency (DARPA), der Air Force und der Navy. Die Mission besteht aus zwei Kleinsatelliten, welche dem Testen neuer Technologien dienen. Entwickelt und gebaut wurden die Satelliten von Lockheed Martin und von der Orbital Sciences Corporation.
Die Mission wurde am 21. Juni 2006 an Bord einer Delta II Trägerrakete im Cape Canaveral gestartet. Dabei wurde eine zusätzliche vom Naval Research Laboratory (NRL) speziell für diese Mission entwickelte Oberstufe verwendet. Die Mission dauert ein Jahr, da jedoch der Missionsverlauf der Geheimhaltung unterliegt, dürfte über die Resultate wenig bekannt werden.
Einige Quellen vermuten, MiTEx könne ein Projekt sein, um Technologien zum Angriff auf andere Satelliten zu erproben, oder die beiden Satelliten gar bereits voll funktionsfähige Waffen seien. Dies wird damit begründet, dass das Verteidigungsministerium gar keine Informationen über die Satelliten herausgibt (was jedoch nicht ungewöhnlich ist) und dass die angeblich erprobten Technologien von keinem großen technischen Nutzen seien. Diese Vermutungen sollten jedoch mit Skepsis betrachtet werden.

## Technik

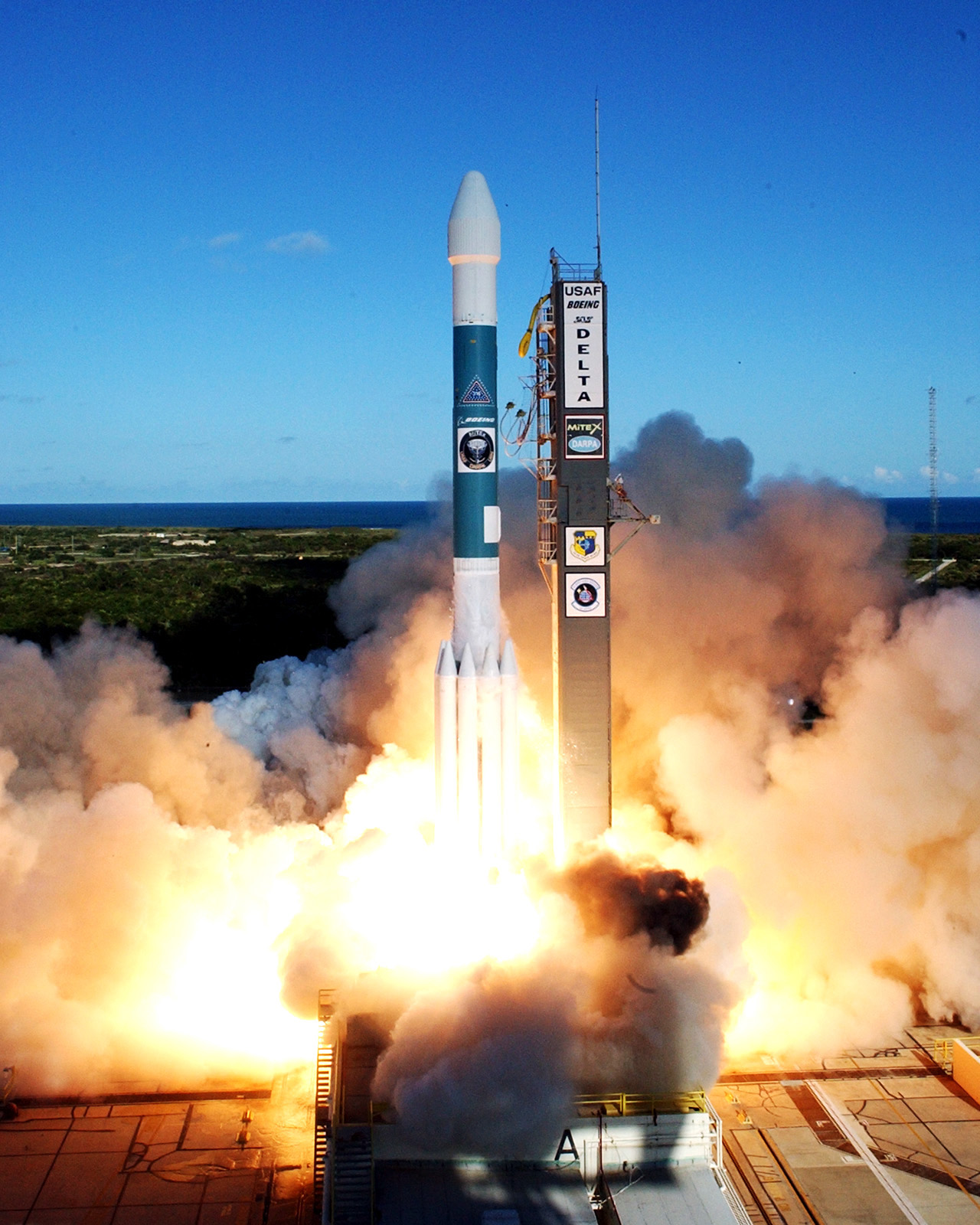
Start von MiTEx

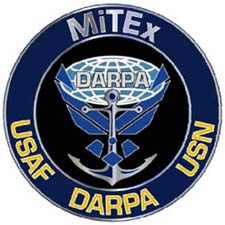
MiTEx Logo

Die Mission besteht aus der MiTEx-Oberstufe, sowie den beiden (nicht baugleichen) Satelliten MiTEx-A und MiTEx-B. MiTEx-A wurde von der Orbital Sciences Corporation gebaut, MiTEx-B von Lockheed Martin. Bei den beiden Satelliten ging es vor allem darum, leichtgewichtige Systeme in den Bereichen Antrieb, Stromversorgung und Avionik, jedoch auch leichtere Strukturen zu testen. Zudem experimentierte man mit Prozessoren aus Serienfertigung und günstigeren Herstellungs- und Startvorbereitungsverfahren.
Die Satelliten wiegen je etwa 230 kg und werden von zwei Solarpanels mit Strom versorgt. Die Experimente, die von den Satelliten durchgeführt werden, laufen weitgehend autonom ab, ebenso die Lebenserhaltungssysteme sowie die Navigation. Die Delta-II-Trägerrakete setzte die Satelliten in eine Geostationäre Transferbahn aus, von wo aus sie mit Hilfe der MiTEx-Oberstufe in einen geostationären Orbit gebracht wurden. Die genauen Positionen der Satelliten unterliegen der Geheimhaltung.
Auch die Oberstufe diente dem Technologietest. So wurden neuartige Lagekontrolldüsen und Batterien, leichtgewichtige Strukturen und Treibstofftanks sowie seriengefertigte Ventile und Navigationsgeräte verwendet, um ihre Tauglichkeit für zukünftige Missionen zu überprüfen.